# Roompot-Charles
Roompot-Charles war ein niederländisches Radsportteam mit Sitz in Moordrecht.
Die Mannschaft wurde 2015 gegründet und von der Union Cycliste Internationale als UCI Professional Continental Team registriert. Hauptsponsor war der Reiseveranstalter Roompot. Geleitet wurde das Team durch den Manager Michael Zijlaard, dem sportlichen Leiter Jean-Paul van Poppel sowie seinen Assistenten Michael Boogerd und Erik Breukink.
Betreibergesellschaft der Mannschaft war Orange Cycling Team, die zum Ende der Saison 2018 mit Sniper Cycling, dem Betreiber der Mannschaft Vérandas Willems-Crelan, fusionierte. Der Kader für die Saison 2019 sollte aus Fahrern beider Teams bestehen. Das Ziel, den dreifachen Cyclocross-Weltmeister Wout van Aert an das Team zu binden, scheiterte, nachdem die Union Cycliste Internationale van Aert freie Hand gab, trotz laufenden Vertrags zu Sniper Cycling für eine andere Mannschaft zu fahren.
Nach dem Ausscheiden des bisherigen Hauptsponsors Roompot und der vergeblichen Suche nach einem Nachfolger erklärte das Team Anfang Oktober 2019 das Ende seiner Aktivitäten zum Saisonende. In seiner 5-jährigen Geschichte gelangen den Fahrern der Mannschaft insgesamt 19 Siege, darunter als bedeutendster der Erfolg von Pieter Weening auf der 6. Etappe der Tour de Suisse 2016.

## Saison 2019

### Erfolge in der UCI Europe Tour
In den Rennen der Saison 2019 der UCI Europe Tour gelangen die nachstehenden Erfolge.
| Datum    | Rennen                       | Kat. | Sieger               |
| -------- | ---------------------------- | ---- | -------------------- |
| 2. Mai   | 1. Etappe Tour de Yorkshire  | 2.HC | Jesper Asselman      |
| 7. Juni  | 2. Etappe Tour de Luxembourg | 2.HC | Pieter Weening       |
| 12. Juni | 1. Etappe Belgien-Rundfahrt  | 2.HC | Jan-Willem van Schip |

### Mannschaft
| Teamkader 2019                            | Teamkader 2019     | Teamkader 2019 | Teamkader 2019                    |
| Name                                      | Geburtsdatum       | Land           | Vorheriges Team                   |
| ----------------------------------------- | ------------------ | -------------- | --------------------------------- |
| Jesper Asselman                           | 12. März 1990      | Niederlande    | Metec-TKH Continental (2014)      |
| Lars Boom                                 | 30. Dezember 1985  | Niederlande    | LottoNL-Jumbo (2018)              |
| Sean De Bie                               | 3. Oktober 1991    | Belgien        | Verandas Willems-Crelan (2018)    |
| Mathias De Witte                          | 29. März 1993      | Belgien        | Verandas Willems-Crelan (2018)    |
| Huub Duyn                                 | 1. September 1984  | Niederlande    | Verandas Willems-Crelan (2018)    |
| Maurits Lammertink                        | 31. August 1990    | Niederlande    | Katusha-Alpecin (2018)            |
| Senne Leysen                              | 18. März 1996      | Belgien        | Verandas Willems-Crelan (2018)    |
| Arjen Livyns                              | 1. September 1994  | Belgien        | Verandas Willems-Crelan (2018)    |
| Elmar Reinders                            | 14. März 1992      | Niederlande    | Jo Piels (2016)                   |
| Oscar Riesebeek                           | 23. Dezember 1992  | Niederlande    | Metec-TKH-Mantel (2016)           |
| Stijn Steels                              | 21. August 1989    | Belgien        | Verandas Willems-Crelan (2018)    |
| Justin Timmermans                         | 25. September 1996 | Niederlande    | Delta Cycling Rotterdam (2018)    |
| Nick van der Lijke                        | 23. September 1991 | Niederlande    | LottoNL-Jumbo (2015)              |
| Sjoerd van Ginneken                       | 6. November 1992   | Niederlande    | Metec-TKH Continental (2014)      |
| Boy van Poppel                            | 18. Januar 1988    | Niederlande    | Trek-Segafredo (2018)             |
| Jan-Willem van Schip                      | 20. August 1994    | Niederlande    | Delta Cycling Rotterdam (2017)    |
| Michaël Van Staeyen                       | 13. August 1988    | Belgien        | Cofidis, Solutions Crédits (2018) |
| Pieter Weening                            | 5. April 1981      | Niederlande    | Orica-GreenEDGE (2015)            |
|                                           |                    |                |                                   |
| Quellen: ProCyclingStats Cycling Quotient |                    |                |                                   |

## Saison 2018

### Erfolge in der UCI WorldTour
In den Rennen der Saison 2018 der UCI WorldTour gelangen die nachstehenden Erfolge.
| Datum      | Rennen                   | Sieger             |
| ---------- | ------------------------ | ------------------ |
| 15. August | 3. Etappe BinckBank Tour | Taco van der Hoorn |

### Erfolge in der UCI Europe Tour
In den Rennen der Saison 2018 der UCI Europe Tour gelangen die nachstehenden Erfolge.
| Datum         | Rennen                               | Kat. | Sieger               |
| ------------- | ------------------------------------ | ---- | -------------------- |
| 11. Juli      | 5. Etappe Österreich-Rundfahrt       | 2.1  | Pieter Weening       |
| 11. August    | Slag om Norg                         | 1.1  | Jan-Willem van Schip |
| 25. August    | Omloop Mandel-Leie-Schelde Meulebeke | 1.1  | Wouter Wippert       |
| 15. September | Grote Prijs Impanis-Van Petegem      | 1.HC | Taco van der Hoorn   |

### Mannschaft
| Teamkader 2018                            | Teamkader 2018     | Teamkader 2018 | Teamkader 2018                 |
| Name                                      | Geburtsdatum       | Land           | Vorheriges Team                |
| ----------------------------------------- | ------------------ | -------------- | ------------------------------ |
| Tim Ariesen (1. Jan.–30. Jun.)            | 20. März 1994      | Niederlande    | SEG Racing Academy (2016)      |
| Jesper Asselman                           | 12. März 1990      | Niederlande    | Metec-TKH Continental (2014)   |
| Martijn Budding                           | 31. August 1995    | Niederlande    | Rabobank Development (2016)    |
| Robbert de Greef                          | 27. August 1991    | Niederlande    | Baby-Dump (2017)               |
| Floris Gerts (11. Jan.–31. Dez.)          | 3. Mai 1992        | Niederlande    | BMC Racing Team (2017)         |
| Pim Ligthart                              | 16. Juni 1988      | Niederlande    | Lotto-Soudal (2016)            |
| Jeroen Meijers                            | 12. Januar 1993    | Niederlande    | Rabobank Development (2016)    |
| Elmar Reinders                            | 14. März 1992      | Niederlande    | Jo Piels (2016)                |
| Oscar Riesebeek                           | 23. Dezember 1992  | Niederlande    | Metec-TKH-Mantel (2016)        |
| Taco van der Hoorn                        | 4. Dezember 1993   | Niederlande    | Join-S-De Rijke (2016)         |
| Nick van der Lijke                        | 23. September 1991 | Niederlande    | LottoNL-Jumbo (2015)           |
| Etienne van Empel                         | 14. April 1994     | Niederlande    | Rabobank Development (2014)    |
| Sjoerd van Ginneken                       | 6. November 1992   | Niederlande    | Metec-TKH Continental (2014)   |
| Brian van Goethem                         | 16. April 1991     | Niederlande    | Metec-TKH Continental (2014)   |
| Jan-Willem van Schip                      | 20. August 1994    | Niederlande    | Delta Cycling Rotterdam (2017) |
| Coen Vermeltfoort                         | 11. April 1988     | Niederlande    | Join-S-De Rijke (2016)         |
| Pieter Weening                            | 5. April 1981      | Niederlande    | Orica-GreenEDGE (2015)         |
| Wouter Wippert                            | 14. August 1990    | Niederlande    | Cannondale-Drapac (2017)       |
|                                           |                    |                |                                |
| Quellen: ProCyclingStats Cycling Quotient |                    |                |                                |

## Saison 2017

### Erfolge in der UCI Europe Tour
In den Rennen der Saison 2017 der UCI Europe Tour gelangen die nachstehenden Erfolge.
| Datum      | Rennen                   | Kat. | Sieger             |
| ---------- | ------------------------ | ---- | ------------------ |
| 19. Mai    | 3. Etappe Tour of Norway | 2.HC | Pieter Weening     |
| 27. August | Schaal Sels              | 1.1  | Taco van der Hoorn |

### Zugänge – Abgänge
| Zugänge            | Team 2016                         | Abgänge            | Team 2017                      |
| ------------------ | --------------------------------- | ------------------ | ------------------------------ |
| Tim Ariesen        | SEG Racing Academy                | Marc de Maar       | Hengxiang Cycling Team         |
| Martijn Budding    | Rabobank Development Team         | Huub Duyn          | Vérandas Willems-Crelan        |
| Pim Ligthart       | Lotto Soudal                      | Reinier Honig      | Team Vorarlberg                |
| Jeroen Meijers     | Rabobank Development Team         | Johnny Hoogerland  | Karriereende                   |
| Jens Mouris        | Drapac Professional Cycling       | Tim Kerkhof        | Destil-Jo Piels Cycling Team   |
| Elmar Reinders     | Cyclingteam Jo Piels              | Michel Kreder      | Aqua Blue Sport                |
| Oscar Riesebeek    | Metec-TKH Continental Cyclingteam | Wesley Kreder      | Wanty-Groupe Gobert            |
| Martijn Tusveld    | Rabobank Development Team         | Maurits Lammertink | Team Katusha Alpecin           |
| Taco van der Hoorn | Cyclingteam Join’s – De Rijke     | Barry Markus       | Pauwels Sauzen-Vastgoedservice |
| Coen Vermeltfoort  | Cyclingteam Join’s – De Rijke     | Kai Reus           | Karriereende                   |
|                    |                                   | Ivar Slik          | Monkey Town Continental Team   |
|                    |                                   | Antwan Tolhoek     | Team Lotto NL-Jumbo            |

### Mannschaft
| Teamkader 2017                            | Teamkader 2017     | Teamkader 2017 | Teamkader 2017                     |
| Name                                      | Geburtsdatum       | Land           | Vorheriges Team                    |
| ----------------------------------------- | ------------------ | -------------- | ---------------------------------- |
| Tim Ariesen                               | 20. März 1994      | Niederlande    | SEG Racing Academy (2016)          |
| Jesper Asselman                           | 12. März 1990      | Niederlande    | Metec-TKH Continental (2014)       |
| Martijn Budding                           | 31. August 1995    | Niederlande    | Rabobank Development (2016)        |
| Berden de Vries                           | 10. März 1989      | Niederlande    | Jo Piels (2014)                    |
| Raymond Kreder                            | 26. November 1989  | Niederlande    | Garmin-Sharp (2014)                |
| Pim Ligthart                              | 16. Juni 1988      | Niederlande    | Lotto-Soudal (2016)                |
| André Looij                               | 25. Mai 1995       | Niederlande    | Rabobank Development (2014)        |
| Jeroen Meijers                            | 12. Januar 1993    | Niederlande    | Rabobank Development (2016)        |
| Jens Mouris                               | 12. März 1980      | Niederlande    | Drapac Professional Cycling (2016) |
| Elmar Reinders                            | 14. März 1992      | Niederlande    | Jo Piels (2016)                    |
| Oscar Riesebeek                           | 23. Dezember 1992  | Niederlande    | Metec-TKH-Mantel (2016)            |
| Martijn Tusveld                           | 9. September 1993  | Niederlande    | Rabobank Development (2016)        |
| Taco van der Hoorn                        | 4. Dezember 1993   | Niederlande    | Join-S-De Rijke (2016)             |
| Nick van der Lijke                        | 23. September 1991 | Niederlande    | LottoNL-Jumbo (2015)               |
| Etienne van Empel                         | 14. April 1994     | Niederlande    | Rabobank Development (2014)        |
| Sjoerd van Ginneken                       | 6. November 1992   | Niederlande    | Metec-TKH Continental (2014)       |
| Brian van Goethem                         | 16. April 1991     | Niederlande    | Metec-TKH Continental (2014)       |
| Coen Vermeltfoort                         | 11. April 1988     | Niederlande    | Join-S-De Rijke (2016)             |
| Pieter Weening                            | 5. April 1981      | Niederlande    | Orica-GreenEDGE (2015)             |
|                                           |                    |                |                                    |
| Quellen: ProCyclingStats Cycling Quotient |                    |                |                                    |

## Platzierungen in UCI-Ranglisten
| Saison                 | Mannschaftswertung | Fahrerwertung            |
| ---------------------- | ------------------ | ------------------------ |
| UCI Europe Tour 2015   | 14.                | Dylan Groenewegen (29.)  |
| UCI Europe Tour 2016   | 11.                | Maurits Lammertink (57.) |
| UCI Europe Tour 2017   | 7.                 | Coen Vermeltfoort (26.)  |
| UCI Europe Tour 2018   | 5.                 | Taco van der Hoorn (48.) |
| UCI-Weltrangliste 2019 | 31.                | Boy van Poppel (214,)    |